# Ignacio Boix
Ignacio Boix y Blay (Tarragona, 1807-Valencia, 1862) fue un editor e impresor español.

## Biografía
Nació en Tarragona en 1807. Tuvo «un taller en Madrid (el más moderno de la capital), otro en Tarragona y ocho librerías en España y Ultramar». Entre 1840 y 1847 su establecimiento tipográfico en Madrid vivió una etapa de esplendor, desmoronándose sin embargo por la crisis monetaria. 
Publicó obras de diferentes autores, entre las que figuraron las Leyes de Indias, el Devocionario regio, el Panléxico de Peñalver, el Febrero novísimo de Goyena y Aguirre, las Escenas matritenses de Mesonero Romanos, Los españoles pintados por sí mismos, el Diccionario de agricultura de Rozier, las Alegaciones fiscales de Campomanes, los Viajes científicos alrededor del mundo de Michelena y la Galería de hombres célebres contemporáneos de Cárdenas y Pastor Díaz, además de diversas obras de medicina y títulos de comedia. También publicó, entre otras poesías, los Cantos del trovador de Zorrilla.
En el establecimiento del editor Ignacio Boix y Blay, también se «dio a luz a ediciones y publicaciones periódicas muy populares» como «el Panléxico, la Galería de hombres célebres contemporáneos, Los españoles pintados por sí mismos, El Entreacto, Revista de Teatros o El Laberinto», siendo entre 1843 y 1845 cuando se vivió en el mismo su momento de máximo esplendor. Esta imprenta de Boix «tuvo el privilegio de impresión del Diario de Avisos de Madrid o Diario de Madrid entre 1841 y 1847».
Fue condecorado con la cruz de Carlos III y con el título de secretario honorario de su majestad. Tras la crisis emigró a París, donde no logró enderezar su fortuna. Retornó a España, a la provincia de Valencia, donde reimprimió las Leyes de Indias. Falleció en Valencia en 1862 sumido en la pobreza.